# Skålen (naturreservat)
Skålen är ett naturreservat i Hällefors kommun i Örebro län.
Området är naturskyddat sedan 2014 och är 22 hektar stort. Reservatet omfattar en del av en halvö i sjön Norr-Älgen söder om orten Skålen och består av barrskog.